# آنجلا یانوتا
آنجلا یانوتا (انگلیسی: Angela Iannotta؛ زادهٔ ۲۲ مارس ۱۹۷۱) بازیکن فوتبال اهل استرالیا است.
از باشگاه‌هایی که در آن بازی کرده‌است می‌توان به اشاره کرد.
وی همچنین در تیم ملی فوتبال زنان استرالیا بازی کرده‌است.